# Waterput

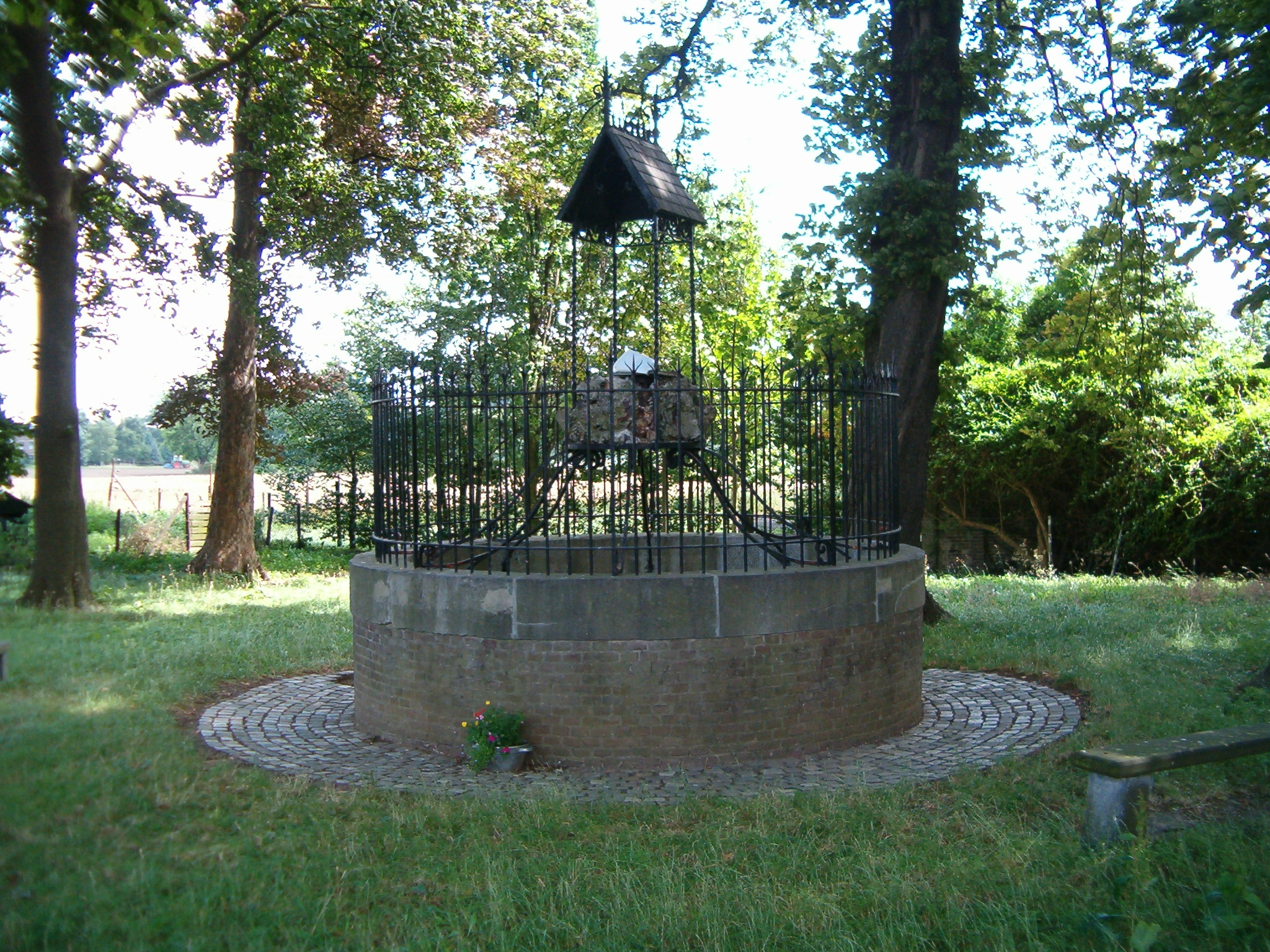
Een waterput in Limburg (Nederland)

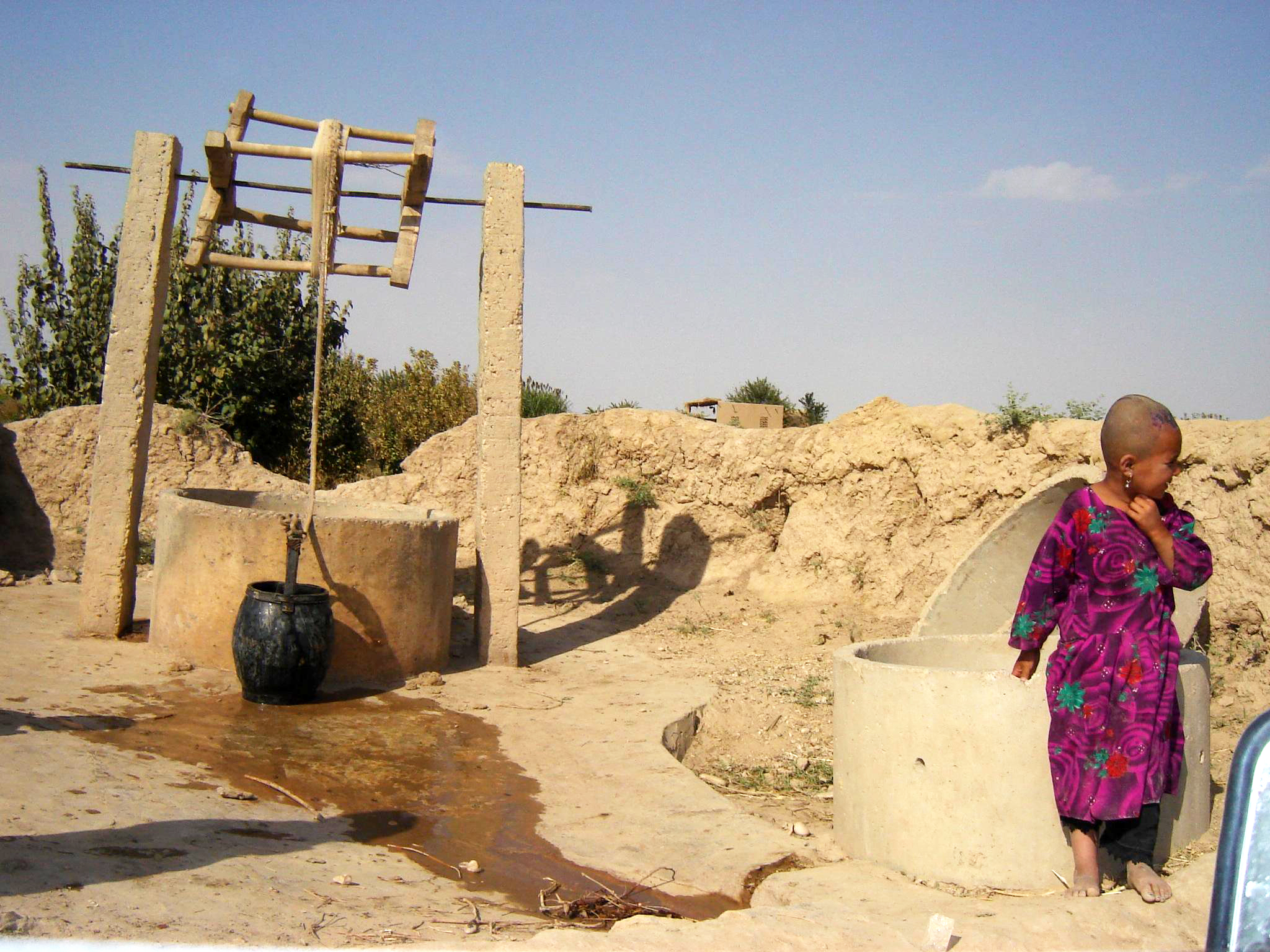
Een waterput in Afghanistan

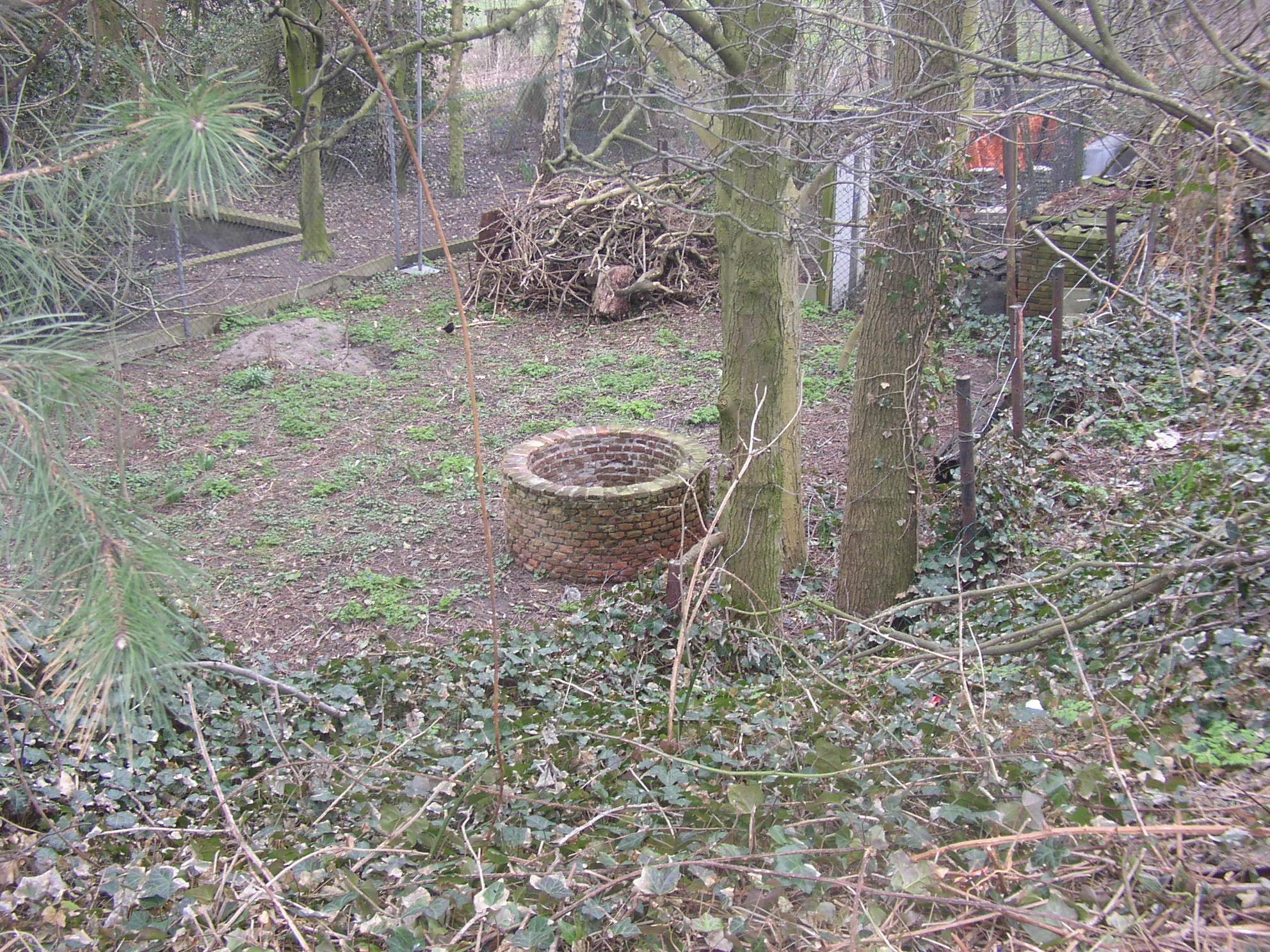
Waterput Nederhel te Noordwijk (Zuid-Holland), 17e eeuw, opgegraven in 1985

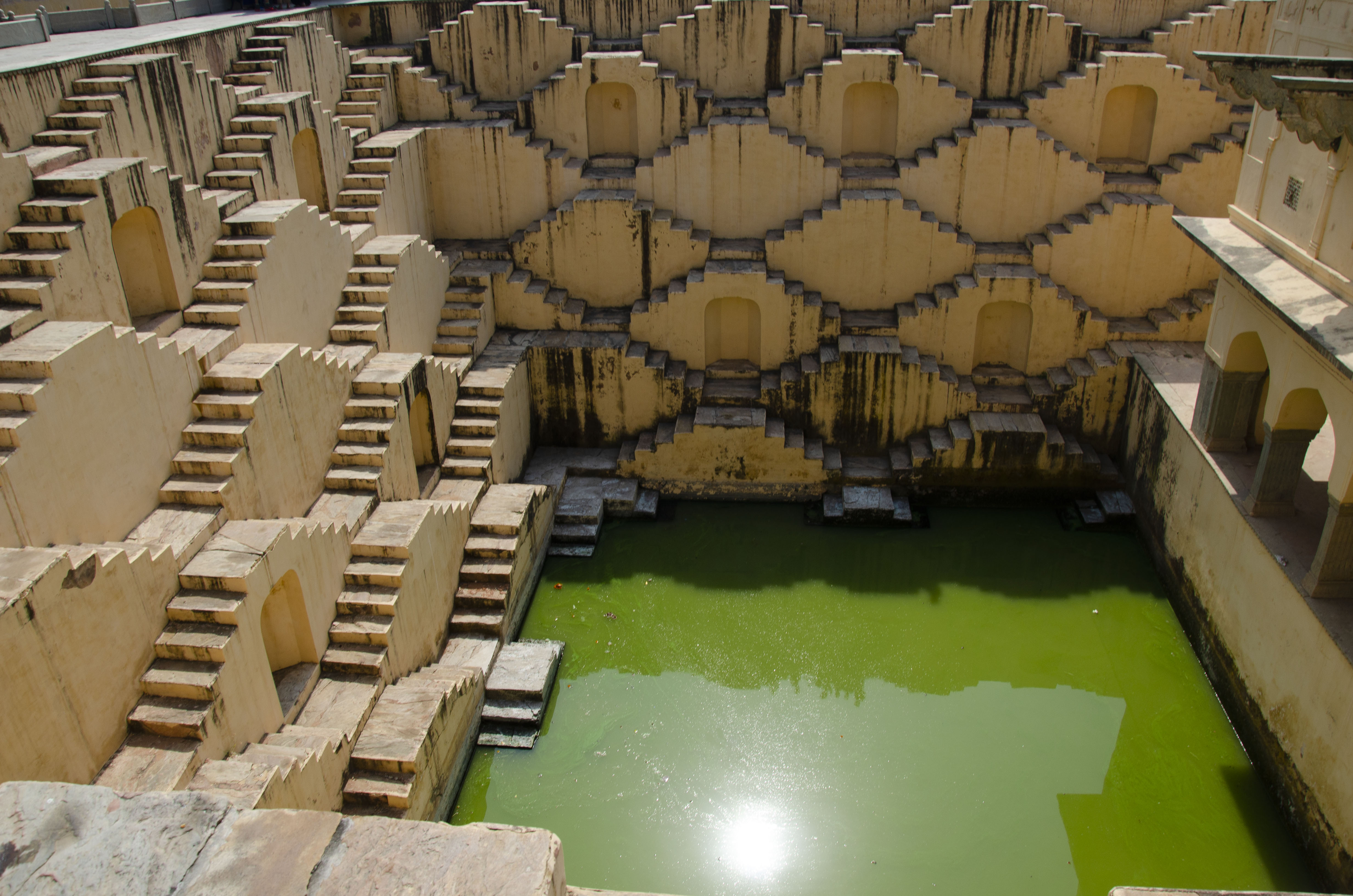
Waterput in Amber, Jaipur

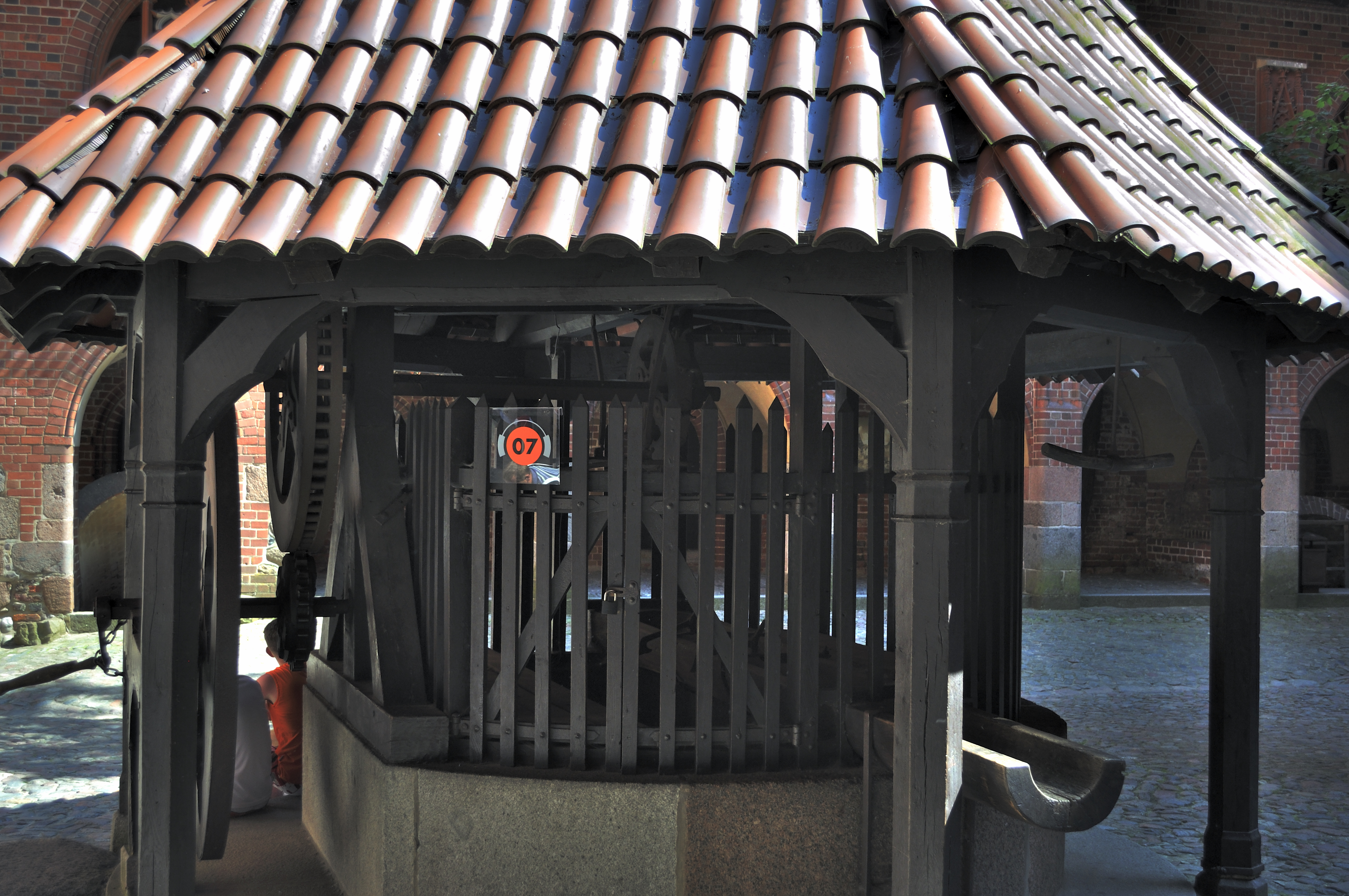
Een waterput in Polen

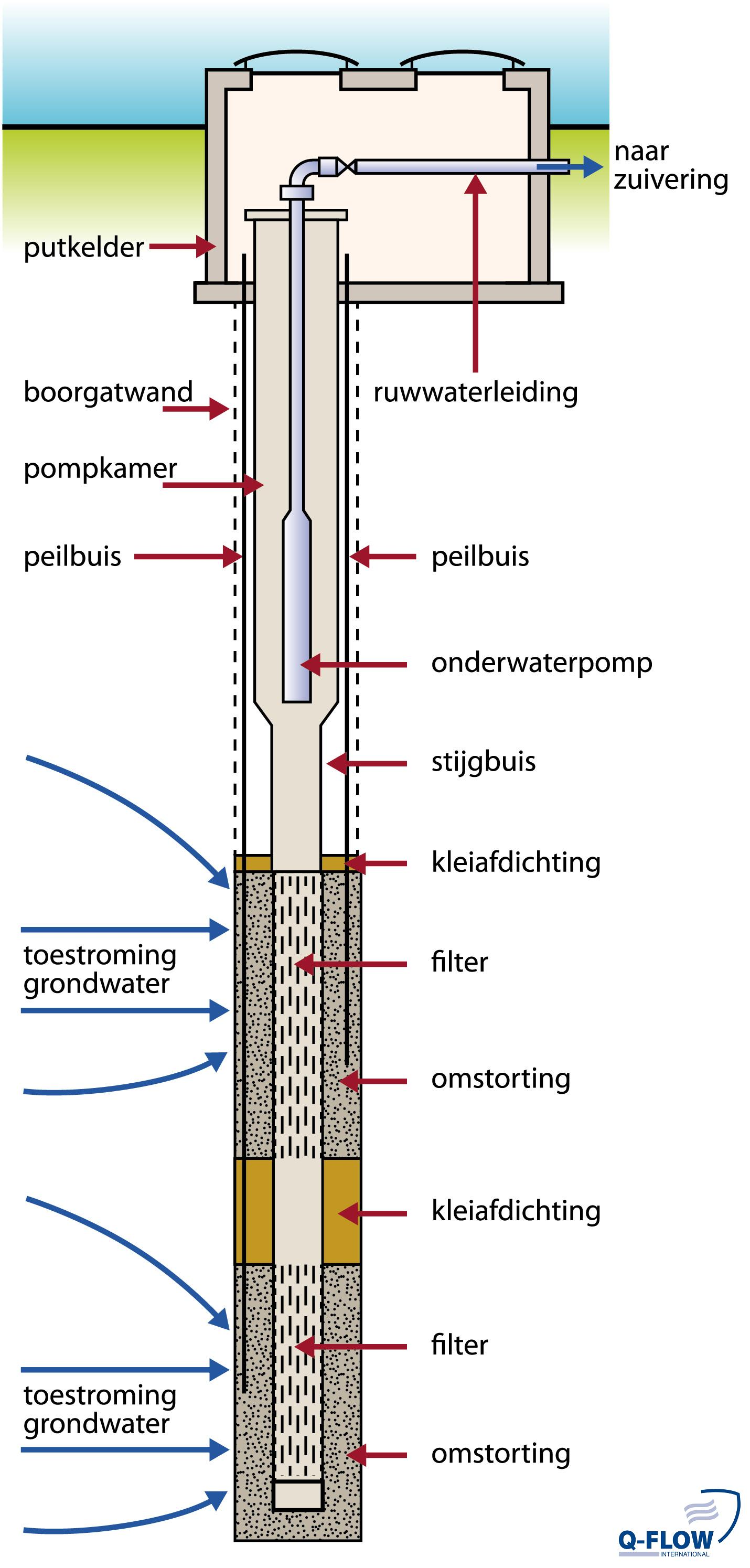
Schema winningsput

Put als symbool in de heraldiek, hier in het wapen van Tiefenbronn

Een waterput of ook wel waterwinput is meestal een gegraven of geboord gat in de grond om grondwater te kunnen gebruiken. Daarnaast bestaan er waterputten die tot doel hebben hemelwater te verzamelen (regenput). Ze dienen in de eerste plaats voor de voorziening van drinkwater.
Als het grondwater zich vlak onder de aardoppervlakte bevindt, wat meestal het geval is in vochtige omgevingen, is het grondwaterpeil door vrij eenvoudig graafwerk gemakkelijk te bereiken. De gegraven put wordt dan meestal ook ingesloten door bakstenen, zodat het gegraven gat over de hele lengte van de put smal kan blijven en ook niet instort als de grond zelf vochtiger wordt en dus minder vast. Zo'n put noemt men een welput. Meestal zijn ze een paar meter diep.
In de bergen stroomt het water langs de berghellingen naar beneden. Daar wordt het grondwater dan meestal door watervaste lagen van klei opgesloten. Als men dan in een vallei van zo'n berghelling een put graaft loopt het water de vallei in en loopt de put vol. Zo'n waterput noemt men dan ook wel "stromende grondwaterputten".

## Geschiedenis
De oudste bekende putten stammen uit de steentijd. Aanvankelijk waren het eenvoudige kuilen, zoals de mesolithische vondsten in het Duitse Friesack laten zien. Uit het vroege Neolithicum, de Bandkeramiek, zijn echte waterputten bekend met een houten beschoeiing, een type dat tot in de middeleeuwen gebruikelijk blijft.
In de prehistorie groef men in de buurt van de woning vaak een waterkuil. De bodem daarvan lag flink onder het peil van het grondwater, zodat er altijd water in de kuil stond. De opvolger van de waterkuil is de boomstamput.
Gedurende de Middeleeuwen en nog lang daarna werden waterputten, naast oppervlaktewater, algemeen gebruikt om in de waterbehoefte te voorzien. Water uit waterputten werd ook wel gebruikt als bluswater. Sinds de industriële revolutie is de klassieke waterput in de westerse wereld nauwelijks nog in gebruik. Op het platteland ziet men ze nog wel bij oude boerderijen. Veel steden en dorpen hebben nog één of meer oude waterputten, vaak met karakteristieke pomp, bewaard.
In derdewereldlanden is de waterput vaak een belangrijke schakel in de strijd om het bestaan. In India bestaan al eeuwenlang zogenaamde baori's of trappenputten, waar men naar beneden kan lopen tot aan het waterniveau. Er zijn er nog minstens 2800, sommigen vormen een toeristische trekpleister. Deze vangen het water op tijdens de moessons zodat er tijdens droge periodes toegang tot water is.

## Gebruik van de waterput
Water uit een klassieke waterput wordt meestal met een emmer via een katrol of windas omhoog gehaald. Als het grondwater echter dieper zit, wat meestal bij drogere omgevingen het geval is, is het grondwaterpeil te bereiken door zinken pijpen aan te leggen. Het water zal dan worden opgepompt met een waterpomp. Bij echt droge omgevingen kan het grondwaterpeil tot op honderden meters onder het aardoppervlak liggen.

### Waterkwaliteit
Het water uit waterputten kan worden gebruikt als algemeen waswater, zowel om het lichaam te wassen als wel om er kleren mee te wassen. Alleen als het water zuiver genoeg is mag het worden gebruikt als drinkwater. Grondwater is vaak wel goed schoon, maar kan vooral bij open waterputten snel slechter worden van kwaliteit. Daarom wordt het grondwater dat gebruikt wordt voor drinkwater opgepompt. Bij aanhoudende droogte kan echter ook dit water minder van kwaliteit worden.
Ook kan het grondwater verontreinigd zijn door mest, bestrijdingsmiddelen of andere giftige stoffen. Daarom worden voor de putten van de moderne waterwinning speciale beschermde gebieden aangewezen.

## Grootschalige winningsput
Een waterput waarin grondwater op een efficiënte manier wordt opgepompt om te dienen als drink- of proceswater wordt een waterwinput genoemd. De diepte waarop het water wordt gewonnen varieert van 80 meter tot 320 meter. Een waterwinput bestaat uit een filterbuis en een stijgbuis die is geplaatst in een boorgat. Het boorgat wordt na plaatsing van de filterbuis aangevuld met gereinigd grind (de omstorting). De omstorting zorgt voor de eerste filtering van het water, de filterbuis voor de tweede. Het water wordt opgepompt door een elektrische pomp die in de putkelder staat aan een pompleiding. Het bovengrondse gedeelte van de installatie wordt wel een molshoop genoemd.

## Warmte- en koudeopslag
In de 21e eeuw, gedreven door onder meer stijgende energieprijzen en de duurzaamheidsgedachte, worden putten geslagen voor warmte- en koudeopslag ten behoeve van verwarming en koeling van gebouwen via een warmtepomp. In de watervoerende lagen in de bodem is het mogelijk om warmte en koude op te slaan. In de zomer wordt grondwater uit een zogenaamde koude bron opgepompt om gebouwen te koelen. Het bij dit proces opgewarmde water slaat men op in de bodem zodat het in de winter opgepompt kan worden om te verwarmen. Het afgekoelde retourwater wordt daarna weer in de koude bron geïnjecteerd. 

## Symbool
- Waterputten komen regelmatig voor in sprookjes als iets magisch, een put (of bron) geeft toegang tot de onderwereld en het vallen in de put staat symbool voor het betreden van onderbewuste gebieden. Zie bijvoorbeeld Vrouw Holle.
- Ook in de heraldiek komt de waterput voor als symbool.

## Typen waterputten
- boomstamput
- tonput
- plaggenput
- gemetselde put
- welput